# Fortim do Varadouro
O Fortim do Varadouro localizava-se à margem esquerda do rio Paraíba do Norte, após a foz do rio da Guia, no litoral do estado da Paraíba, Brasil.

## História
À época da Dinastia Filipina em Portugal, no contexto da segunda das Invasões holandesas do Brasil (1630–1654), forças portuguesas teriam erguido, em 1634, um Reduto em pedra e cal, à margem esquerda da foz do rio Paraíba do Norte, no Varadouro («Fortim do Varadouro»), tendo por comandante o capitão Manoel Peres Correia. Conquistado por forças neerlandesas na ofensiva de dezembro de 1634, foi por elas desarmado na ocasião, a 21 de dezembro.
Embora não esteja mencionado pelo Conde Maurício de Nassau no «Breve Discurso», datado de 14 de janeiro de 1638, o «Relatório sobre o estado das Capitanias conquistadas no Brasil», de autoria de Adriano do Dussen, datado de 4 de abril de 1640, informa:
«Abaixo da cidade Frederica está um reduto de pedra ou bateria fechada, no Varadouro, o qual domina o desembarcadouro aí existente; aí estão 4 ou 5 peças referidas, desmontadas.»
Por tal descrição, talvez possa-se tratar de remanescentes do Forte de São Filipe ou «Forte Velho».